# 스트라튼
《스트라튼》(영어: Stratton)은 영국에서 제작된 사이먼 웨스트 감독의 2017년 액션 스릴러 영화이다. 도미닉 쿠퍼, 제마 챈 등이 출연하였고, 가이 콜린스 등이 제작에 참여하였다.

## 줄거리
한 테러리스트 조직이 가공할 생물무기를 터트리려는 음모를 꾸민다. 영국 해군 특수주정임무대 첩보원 존 스트래턴은 이들을 저지하기 위해 뒤를 쫓는다.

## 출연
- 도미닉 쿠퍼 - 존 스트래턴 역
- 제마 챈 - 애기 역
- 오스틴 스토얼 - 행크 역
- 타일러 헤클린 - 마티 역
- 톰 펠턴 - 커밍스 역
- 토마스 크레치만 - 그리고리 바로프스키 역
- 올레가르 페도로 - 세르게이 역
- 데릭 재커비 - 로스 역
- 코니 닐센 - 섬너 역

## 기타 제작진
- 의상: 스테퍼니 콜리